# Differentialdiagnostik
 Der er for få eller ingen kildehenvisninger i denne artikel, hvilket er et problem. Du kan hjælpe ved at angive troværdige kilder til de påstande, som fremføres i artiklen.

Differentialdiagnostik er inden for lægevidenskaben en proces der består i at skelne mellem forskellige sygdomme med overlappende symptomer med henblik på at beslutte den rette diagnose og dermed den rette behandling.

| Lægevidenskab | Spire Denne artikel om lægevidenskab er en spire som bør udbygges. Du er velkommen til at hjælpe Wikipedia ved at udvide den. |